# Provinz Schlesien
Die Provinz Schlesien (inoffiziell auch als Preußisch-Schlesien bekannt) war eine Provinz im Südosten Preußens. Zu ihr gehörte der größte Teil der historischen Region Schlesien. Ihre Hauptstadt war Breslau. Die Provinz Schlesien bestand von 1815 bis 1919 und nochmals von 1938 bis 1941. In den Jahren von 1919 bis 1938 und ab 1941 war sie in die Provinzen Niederschlesien und Oberschlesien geteilt.

## Geschichte
Den größten Teil des Herzogtums Schlesien und die Grafschaft Glatz hatte 1742 der preußische König Friedrich II. nach dem Ersten Schlesischen Krieg infolge des Friedens von Berlin zu einer Provinz des Staats Preußen gemacht. Nachdem Preußen nach dem Wiener Kongress alle seine Territorien 1815 in neuer Form einheitlich als Provinzen organisiert hatte, kam die nördliche Oberlausitz um Görlitz 1816 zur Provinz Schlesien hinzu. Die historische Teillandschaft Oberschlesien bildete den Regierungsbezirk Oppeln. Niederschlesien wurde in die Regierungsbezirke Breslau und Liegnitz eingeteilt, sowie kurzzeitig auch in den Regierungsbezirk Reichenbach.
Bis zum Jahr 1870 war Schlesien die bevölkerungsstärkste Provinz des preußischen Staates. Als Teil Preußens gehörte die Provinz bis 1866 zum Deutschen Bund und ab 1871 zum Deutschen Reich. Bei den Reichstagswahlen wählten die überwiegend katholischen Oberschlesier mehrheitlich die Zentrumspartei, die Niederschlesier zunächst überwiegend die Partei der „Deutsch Freisinnigen“, später zunehmend die SPD. Mit der Industrialisierung wurde Oberschlesien mit seinen Steinkohlebergwerken zu einem wichtigen Industriegebiet des Reiches.
Als nach dem Ersten Weltkrieg die Zweite Polnische Republik entstand und Gebietsansprüche auf Teile der östlichen preußischen Provinzen stellte, wurde das Gebiet 1919 in die Provinzen Nieder- und Oberschlesien geteilt, um den vielen slawischsprachigen Oberschlesiern mehr Eigenständigkeit zu geben und sie so in der anstehenden Volksabstimmung in Oberschlesien für das Reich zu halten. Auch infolge der drei polnischen Aufstände in Oberschlesien mussten Teile Oberschlesiens (Ostoberschlesien) 1922 an Polen abgetreten werden. Das Hultschiner Ländchen ging schon 1920 an die Tschechoslowakei.
1938 entstand die Provinz kurzzeitig neu. Nach dem Überfall auf Polen annektiertes Territorium, das im Südosten deutlich über die früheren Grenzen hinausreichte, kam Ende 1939 völkerrechtswidrig dazu.
1941 wieder geteilt, wurde das Gebiet unter Ausschluss militärischer Sperrgebiete 1945 nach dem Zweiten Weltkrieg von der sowjetischen Besatzungsmacht fast gänzlich der Volksrepublik Polen zur Verwaltung unterstellt. Es begann danach die Zuwanderung von Polen. In der Folgezeit wurde die deutsche Bevölkerung von der polnischen Administration aus dem besetzten Teil der Provinz weitgehend vertrieben.
Heute verteilt sich das Gebiet auf die polnischen Woiwodschaften Schlesien, Niederschlesien und Oppeln, ferner auch Lebus, Großpolen und Kleinpolen. Ein kleiner Teil verblieb bei Deutschland und verteilt sich heute innerhalb des Freistaates Sachsen auf die Landkreise Bautzen und Görlitz sowie in Brandenburg auf das Gebiet um die Stadt Ruhland.

## Einwohnerentwicklung
Obwohl Schlesien, genauso wie die anderen östlichen Provinzen Preußens im 19. Jahrhundert von der sogenannten „Ostflucht“, d. h. der Abwanderung großer Bevölkerungsteile in die sich entwickelnden Industriegebiete Mittel- und Westdeutschlands betroffen war, wuchs die Bevölkerung stark an. Anteilmäßig besonders stark wuchs die Bevölkerung des Regierungsbezirks Oppeln, dessen Anteil an der Provinzbevölkerung von 27 % im Jahr 1816 auf 42 % im Jahr 1910 stieg.
| Jahr | Schlesien gesamt | Regierungsbezirke | Regierungsbezirke | Regierungsbezirke |
| Jahr | Schlesien gesamt | Breslau           | Liegnitz          | Oppeln            |
| ---- | ---------------- | ----------------- | ----------------- | ----------------- |
| 1816 | 1.942.063        | 779.818           | 637.461           | 524.784           |
| 1819 | 2.061.589        |                   |                   | 561.173           |
| 1843 | 2.948.884        | 1.117.204         | 892.056           | 939.624           |
| 1846 | 3.065.809        |                   |                   | 987.318           |
| 1855 | 3.178.516        | 1.227.009         | 1.014.383         | 939.124           |
| 1871 | 3.707.167        | 1.414.584         | 983.020           | 1.309.563         |
| 1880 | 4.007.925        |                   |                   | 1.441.296         |
| 1890 | 4.224.458        |                   |                   | 1.577.731         |
| 1900 | 4.668.857        | 1.697.719         | 1.102.992         | 1.868.146         |
| 1910 | 5.225.962        | 1.841.398         | 1.176.583         | 2.207.981         |
| 1925 | 4.511.606        | 1.897.172         | 1.235.156         | 1.379.278         |
| 1933 | 4.686.769        | 1.944.297         | 1.259.707         | 1.482.765         |
| 1939 | 4.868.764        |                   |                   |                   |

#### Verwaltungskarte

Stadt- und Landkreise von Schlesien (1905):
Regierungsbezirk Liegnitz
Regierungsbezirk Breslau
Regierungsbezirk Oppeln

## Verwaltungseinteilung 1910

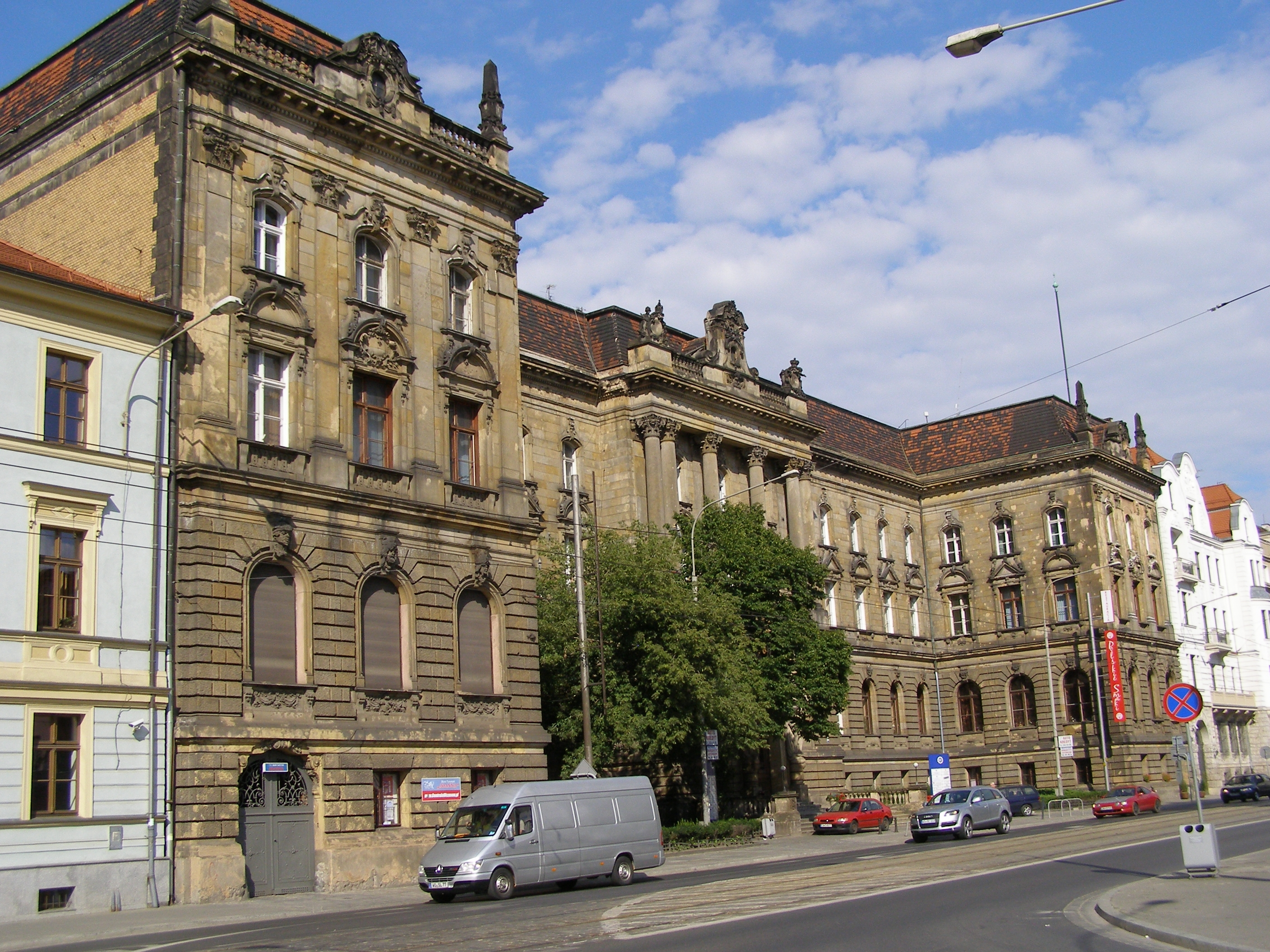
Das 1895 erbaute Landeshaus in Breslau war Sitz des Oberpräsidenten der Provinz Schlesien.

### Regierungsbezirk Breslau

#### Stadtkreise
1. Breslau
2. Brieg (seit 1907)
3. Schweidnitz

#### Kreise und Landkreise
1. Landkreis Breslau
2. Landkreis Brieg
3. Kreis Frankenstein
4. Kreis Glatz
5. Kreis Groß Wartenberg
6. Kreis Guhrau
7. Kreis Habelschwerdt
8. Kreis Militsch
9. Kreis Münsterberg
10. Kreis Namslau
11. Kreis Neumarkt
12. Kreis Neurode
13. Kreis Nimptsch
14. Kreis Oels
15. Kreis Ohlau
16. Kreis Reichenbach
17. Landkreis Schweidnitz
18. Kreis Steinau
19. Kreis Strehlen
20. Kreis Striegau
21. Kreis Trebnitz
22. Kreis Waldenburg
23. Kreis Wohlau

### Regierungsbezirk Liegnitz

#### Stadtkreise
1. Görlitz
2. Liegnitz

#### Kreise und Landkreise
1. Kreis Bolkenhain
2. Kreis Bunzlau
3. Kreis Freystadt
4. Kreis Glogau
5. Kreis Goldberg-Haynau
6. Landkreis Görlitz
7. Kreis Grünberg
8. Kreis Hirschberg i. R.
9. Kreis Hoyerswerda
10. Kreis Jauer
11. Kreis Landeshut
12. Kreis Lauban
13. Landkreis Liegnitz
14. Kreis Löwenberg
15. Kreis Lüben
16. Kreis Rothenburg (Ob. Laus.)
17. Kreis Sagan
18. Kreis Schönau
19. Kreis Sprottau

### Regierungsbezirk Oppeln

#### Stadtkreise
1. Beuthen
2. Gleiwitz
3. Kattowitz
4. Königshütte
5. Neisse (seit 1911)
6. Oppeln
7. Ratibor (seit 1904)

#### Kreise und Landkreise
1. Landkreis Beuthen
2. Kreis Cosel
3. Kreis Falkenberg
4. Kreis Groß Strehlitz
5. Kreis Grottkau
6. Kreis Hindenburg O.S.
7. Landkreis Kattowitz
8. Kreis Kreuzburg
9. Kreis Leobschütz
10. Kreis Lublinitz
11. Landkreis Neisse
12. Kreis Neustadt
13. Landkreis Oppeln
14. Kreis Pleß
15. Landkreis Ratibor
16. Kreis Rosenberg
17. Kreis Rybnik
18. Kreis Tarnowitz
19. Kreis Tost-Gleiwitz

#### Entwicklung der Sprachenverhältnisse

Sprachensituation in der Provinz Schlesien nach der preußischen Statistik 1905/06.
Deutsche Sprache
Polnische Sprache
Tschechische Sprache
Sorbische Sprache
Zweisprachig
Andere Sprachen

| Jahr | Polnisch  | Polnisch   | Deutsch  | Deutsch    |
| Jahr | absolut   | prozentual | absolut  | prozentual |
| ---- | --------- | ---------- | -------- | ---------- |
| 1819 | 0377.100  | 67,2 %     | 0162.600 | 29,0 %     |
| 1828 | 0418.437  |            | 0255.383 |            |
| 1831 | 0456.348  |            | 0257.852 |            |
| 1837 | 0495.362  |            | 0290.168 |            |
| 1840 | 0525.395  |            | 0330.099 |            |
| 1843 | 0540.402  |            | 0348.094 |            |
| 1846 | 0568.582  |            | 0364.175 |            |
| 1852 | 0584.293  |            | 0363.990 |            |
| 1858 | 0612.849  |            | 0406.950 |            |
| 1861 | 0665.865  |            | 0409.218 |            |
| 1867 | 0742.153  |            | 0457.545 |            |
| 1890 | 0918.728  | 58,2 %     | 0566.523 | 35,9 %     |
| 1900 | 1.048.230 | 56,1 %     | 0684.397 | 36,6 %     |
| 1905 | 1.158.805 | 56,9 %     | 0757.200 | 37,2 %     |
| 1910 | 1.169.340 | 53,0 %     | 0884.045 | 40,0 %     |

## Oberpräsidenten
- 1816–1820: Friedrich Theodor von Merckel
- 1824–1825: Moritz Haubold von Schönberg
- 1825: Hans von Bülow
- 1825–1845: Friedrich Theodor von Merckel
- 1845–1848: Wilhelm von Wedell
- 1848: Hans David Ludwig Yorck von Wartenburg
- 1848: Julius Pinder
- 1848–1868: Johann Eduard von Schleinitz
- 1869–1872: Eberhard zu Stolberg-Wernigerode
- 1873–1874: Ferdinand von Nordenflycht
- 1874–1877: Adolf von Arnim-Boitzenburg
- 1877–1879: Robert Viktor von Puttkamer
- 1879–1894: Otto Theodor von Seydewitz
- 1894–1903: Hermann von Hatzfeldt
- 1903–1909: Robert von Zedlitz-Trützschler
- 1910: Johann von Dallwitz
- 1910–1919: Hans Lauchlan von Guenther
- 1919: Felix Philipp
- 1919–1938: geteilt in die Provinz Niederschlesien und die Provinz Oberschlesien
- 1938–1941: Josef Wagner

### Schrifttum bis 1945
In umgekehrter Reihenfolge des Erscheinens
- Paul Weber: Die Polen in Oberschlesien: eine statistische Untersuchung. Verlagsbuchhandlung von Julius Springer, Berlin 1913.
- Joseph Partsch: Schlesien – Eine Landeskunde für das deutsche Volk auf wissenschaftlicher Grundlage. Breslau 1896/1911.
  - Teil I: Das ganze Land, Hirt, Breslau 1896 (Digitalisat in der Google-Buchsuche).
  - Teil II: Landschaften und Siedelungen, Hirt, Breslau 1911 (Digitalisat in der Google-Buchsuche).
- Königlich Preußisches Statistisches Landesamt: Gemeindelexikon für das Königreich Preußen. Auf Grund der Materialien der Volkszählung vom 1. Dezember 1905 und anderer amtlicher Quellen. Heft VI: Provinz Schlesien, Berlin 1908 (Digitalisat in der Google-Buchsuche).
- Schlesisches Güter-Adreßbuch. Verzeichniß sämmtlicher Rittergüter und selbständigen Guts- und Forstbezirke, sowie solcher größeren Güter, welche innerhalb des Gemeindeverbandes mit einem Reinertrag von etwa 1500 Mark und mehr zur Grundsteuer veranlagt sind. Fünfte Ausgabe. Verlag Wilh. Gottl. Korn, Breslau 1894 (Digitalisat in der Google-Buchsuche).
- Königl. Statistisches Bureau (Hrsg.): Vorläufige Ergebnisse der Volkszählung vom 1. Dezember 1890 im Königreiche Preußen sowie in den Fürstenthümern Waldeck und Pyrmont, Berlin 1891, S. 19–25 (Digitalisat in der Google-Buchsuche).
- Gustav Neumann: Geographie des Preußischen Staats (= Das deutsche Reich in geographischer, statistischer und topographischer Beziehung.) 2. Auflage. Band 2. Berlin 1874, S. 164–232 (Scan in der Google-Buchsuche).
- Franz Heinrich Ungewitter: Die preußische Monarchie nach den zuverlässigsten Quellen geographisch, statistisch, topographisch und historisch ausführlich und übersichtlich dargestellt. Ein Handbuch für Staats- und Communalbehörden, so wie zum Privatgebrauch. Nicolai, Berlin 1859, S. 753–797 (Digitalisat in der Google-Buchsuche).
- Johann Georg Knie: Alphabetisch-statistisch-topographische Uebersicht der Dörfer, Flecken, Städte und andern Orte der Königl. Preuß. Provinz Schlesien, nebst beigefügter Eintheilung des Landes nach den Bezirken der drei Königlichen Regierungen, den darin enthaltenen Fürstenthümern und Kreisen, mit Angabe des Flächeninhaltes, der mittleren Erhebung über der Meeresfläche, der Bewohner, Gebäude, des Viehstandes u.s.w. 2. Auflage, Breslau 1845 (Digitalisat in der Google-Buchsuche).
- Königliches Statistisches Bureau (Hrsg.): Die Gemeinden und Gutsbezirke der Provinz Schlesien und ihre Bevölkerung. Nach den Urmaterialien der allgemeinen Volkszählung vom 1. December 1871. Berlin 1874, S. 86 (Digitalisat in der Google-Buchsuche).
- Johann Georg Knie: Alphabethisch-Statistisch-Topographische Uebersicht aller Dörfer, Flecken, Städte und andern Orte der Königl. Preuß. Provinz Schlesien, mit Einschluß des jetzt ganz zur Provinz gehörenden Markgrafthums Ober-Lausitz und der Grafschaft Glatz; nebst beigefügter Nachweisung von der Eintheilung des Landes nach den verschiedenen Zweigen der Civil-Verwaltung. Graß, Barth und Comp., Breslau 1830 (Digitalisat in der Google-Buchsuche).
- Robert Semple: Observations made on a tour from Hamburg through Berlin, Gorlitz, and Breslau, to Silberberg; and thence to Gottenburg, London 1814 (Digitalisat in der Google-Buchsuche).
- F. Leonardi (Hrsg.): Erdbeschreibung der Preußischen Monarchie. Band 3, Halle 1794, S. 210–303 (Digitalisat in der Google-Buchsuche).